# 도쿄 가든 테라스 기오이초
도쿄 가든 테라스 기오이초(일본어: 東京ガーデンテラス紀尾井町, 영어: TOKYO GARDEN TERRACE KIOICHO)는 도쿄도 지요다구의 고지마치 역, 나가타초 역, 아카사카미쓰케 역에 인접한 일본의 대형 복합 시가 시설이다. 사무실, 호텔, 상업 시설 등이 입주한 기오이 타워, 임대 아파트인 기오이 레지던스 등 두 개 동으로 구성된다.

## 건축 개요
- 소재지 : 도쿄 도 지요다 구 기오이초 1번지
- 지역 지구 : 제2종 주거 지역, 준방화 지역, 허용 건폐율 60%, 허용 용적률 300%
- 지구 계획 : 기오이초 지구 계획 구역
- 특별 용도 지구 : 제1종 문교 지구
- 기타 지구 : 제2종 풍치 지구[1]
- 장기 우량 주택 건축 등 계획 : ‘장기 우량 주택의 보급 촉진에 관한 법률’[2][3]
- 개발면적 : 도쿄 도 결정-약 4.4ha, 지요다 구 결정-약 29.8ha
- 부지면적 : 30,428.79㎡
- 건축면적 : 11,500㎡
- 연면적 : 227,200㎡(호텔 28,700㎡, 오피스 110,000㎡, 상업 시설 10,800㎡, 주택 22,700㎡)
- 구조
  - 기오이 타워 : 철골 주조, 제진 구조
  - 기오이 레지던스 : 고강도 철근 콘크리트 골조, 면진 구조
- 개발자 : 주식회사 세이부 프로퍼티어즈
- 설계자 : 주식회사 닛켄셋케이
- 시공자
  - 기오이 타워 : 가지마 건설 주식회사, 뎃켄 건설 주식회사, 주식회사 구마가이구미, 건설공동기업체
  - 기오이 레지던스 : 세이부 건설 주식회사, 주식 회사 오바야시구미, 마에다 건설공업 주식회사, 건설공동기업체
- 공사 기간 : 2013년 1월 31일 ~ 2016년 7월 하순
- 점포수 : 40개(기오이 타워)
- 주택수 : 250개(기오이 타워), 135채(기오이 레지던스)
- 층수
  - 기오이 타워 : 전체 41개층(상업 4개층, 업무 24개층, 숙박 7개층, 설비 2개층, 주차장 4개층)
  - 기오이 레지던스 : 전체 23개층(주거 21개층, 주차장 2개층).

## 사진

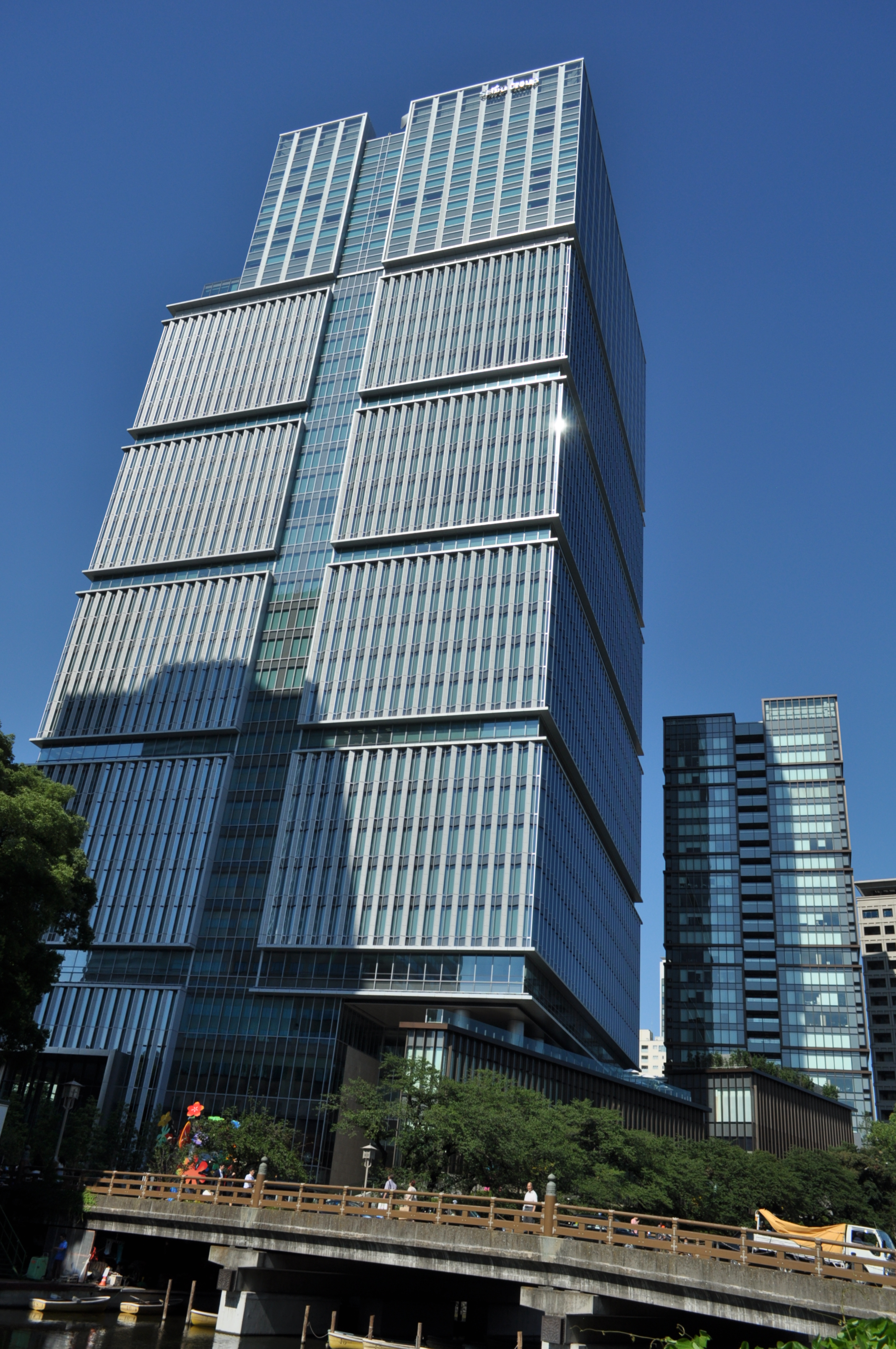
건물 외관(2016년 7월 30일 촬영)
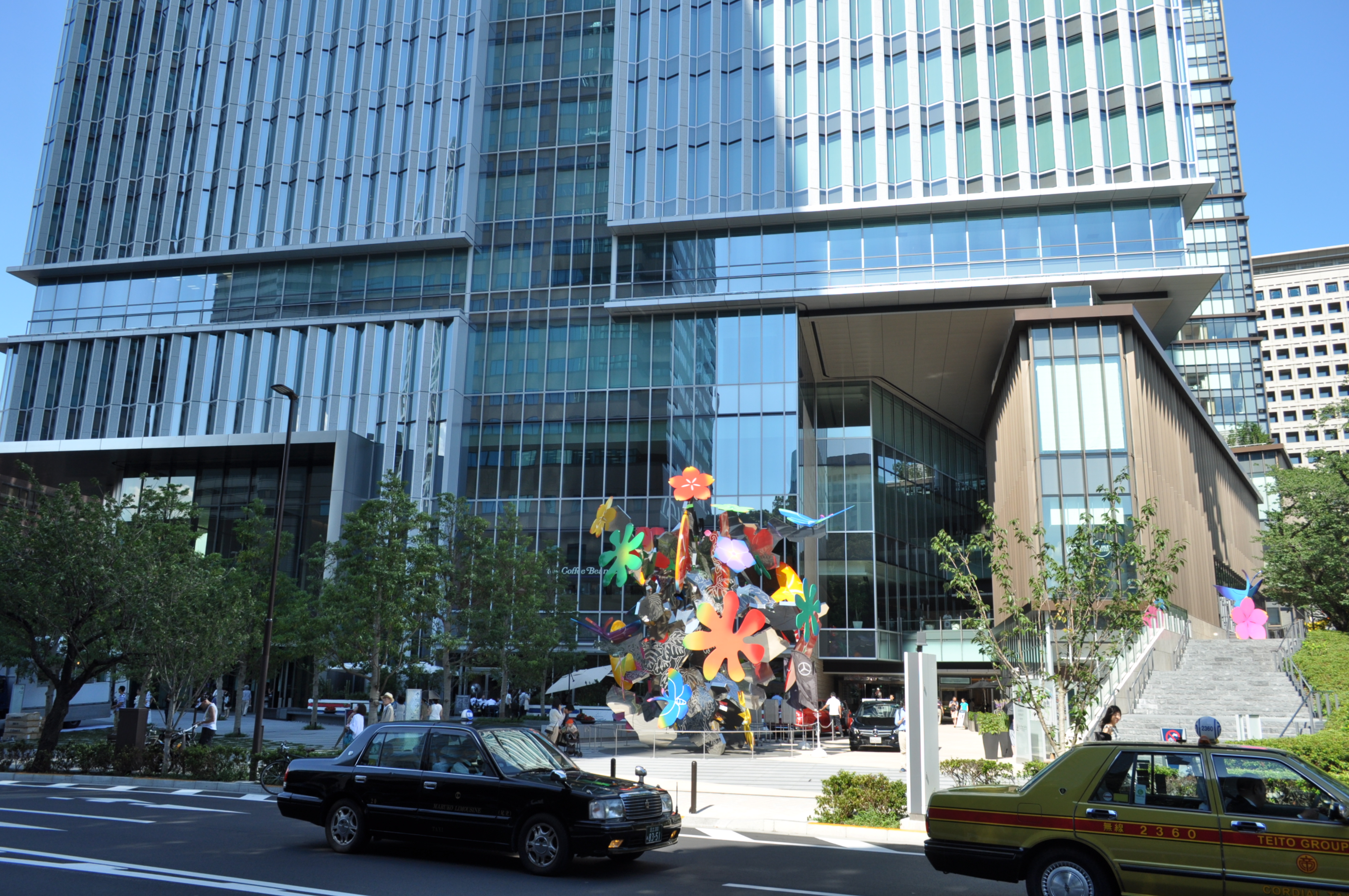
기오이 타워(2016년 7월 30일 촬영)

## 같이 보기
- 일본의 마천루 목록
- 도쿄도의 마천루 목록